# Psilocybe panaeoliformis
Psilocybe panaeoliformis es una especie de hongo basidiomiceto de la familia Hymenogastraceae. Se lo encuentra en Estados Unidos y México.

## Taxonomía
Psilocybe panaeoliformis fue descrita como nueva para la ciencia por el micólogo estadounidense William Alphonso Murrill y publicada en la revista científica Mycologia 15 (1): 12 en 1923.